# Lodewijk IV van Hessen-Marburg
Lodewijk IV van Hessen-Marburg bijgenaamd de Oudere (Kassel, 27 mei 1537 - Marburg, 9 oktober 1604) was van 1567 tot aan zijn dood de enige landgraaf van Hessen-Marburg. Hij behoorde tot het huis Hessen.

## Levensloop
Lodewijk IV was de tweede zoon van landgraaf Filips I van Hessen en diens eerste echtgenote Christina van Saksen, dochter van hertog George van Saksen. Hij genoot zijn opleiding aan het hof van hertog Christoffel van Württemberg.
Na het overlijden van zijn vader in 1567 werd het landgraafschap Hessen verdeeld tussen Lodewijk IV en zijn drie broers. Hierbij kreeg Lodewijk het landgraafschap Hessen-Marburg, dat ongeveer een vierde van het vroegere landgraafschap Hessen omvatte. Hij gold als een goede beheerder van zijn domeinen, stelde de staatsfinanciën op orde en reorganiseerde de scholen en de Universiteit van Marburg. Ook liet Lodewijk IV het Slot van Marburg renoveren door zijn bouwmeester Ebert Baldewein. Bovendien probeerde hij zijn territorium op een vredevolle manier te vergroten: zo kocht hij in 1570 van de graven van Nassau-Saarbrücken delen van de Fuldische Mark en kocht hij in 1583 de overige delen van dit gebied van de graven van Nassau-Weilburg. Nadat zijn broer Filips II van Hessen-Rheinfels in 1583 kinderloos stierf, kwam hij in het bezit van de ambten Lißberg, Ulrichstein en Itter. 
Op 10 mei 1563 huwde Lodewijk met Hedwig (1547-1590), dochter van hertog Christoffel van Württemberg. Na haar dood hertrouwde hij op 4 juli 1591 met Maria (1567-1625/1635), dochter van graaf Johan I van Mansfeld-Hinterort. Beide huwelijken bleven kinderloos.
Omdat Lodewijk IV geen erfgenamen had, bepaalde hij in 1597 in zijn testament dat Hessen-Marburg geërfd zou worden door zijn neven, de calvinistische Maurits van Hessen-Kassel en de lutheraanse Lodewijk V van Hessen-Darmstadt. Wegens de religieuze verschillen tussen de twee bepaalde hij eveneens dat Hessen-Marburg lutheraans moest blijven. In oktober 1604 stierf hij op 67-jarige leeftijd, waarna hij werd bijgezet in de Mariakerk van Marburg.

## Voorouders
| Voorouders van Lodewijk IV van Hessen-Marburg | Voorouders van Lodewijk IV van Hessen-Marburg                                   | Voorouders van Lodewijk IV van Hessen-Marburg                                   | Voorouders van Lodewijk IV van Hessen-Marburg                                | Voorouders van Lodewijk IV van Hessen-Marburg                                | Voorouders van Lodewijk IV van Hessen-Marburg                       | Voorouders van Lodewijk IV van Hessen-Marburg                       | Voorouders van Lodewijk IV van Hessen-Marburg                           | Voorouders van Lodewijk IV van Hessen-Marburg                           |
| --------------------------------------------- | ------------------------------------------------------------------------------- | ------------------------------------------------------------------------------- | ---------------------------------------------------------------------------- | ---------------------------------------------------------------------------- | ------------------------------------------------------------------- | ------------------------------------------------------------------- | ----------------------------------------------------------------------- | ----------------------------------------------------------------------- |
| Overgrootouders                               | Lodewijk II van Neder-Hessen (1438-1471) ∞ Mathilde van Württemberg (1438-1495) | Lodewijk II van Neder-Hessen (1438-1471) ∞ Mathilde van Württemberg (1438-1495) | Magnus II van Mecklenburg (1441-1503) ∞ Sophia van Pommeren (1460-1504)      | Magnus II van Mecklenburg (1441-1503) ∞ Sophia van Pommeren (1460-1504)      | Albrecht van Saksen (1443-1500) ∞ Sidonia van Podiebrad (1449-1510) | Albrecht van Saksen (1443-1500) ∞ Sidonia van Podiebrad (1449-1510) | Casimir IV van Polen (1427–1492) ∞ Elisabeth van Oostenrijk (1436-1505) | Casimir IV van Polen (1427–1492) ∞ Elisabeth van Oostenrijk (1436-1505) |
| Grootouders                                   | Willem II van Hessen (1469-1509) ∞ Anna van Mecklenburg-Schwerin (1485-1525)    | Willem II van Hessen (1469-1509) ∞ Anna van Mecklenburg-Schwerin (1485-1525)    | Willem II van Hessen (1469-1509) ∞ Anna van Mecklenburg-Schwerin (1485-1525) | Willem II van Hessen (1469-1509) ∞ Anna van Mecklenburg-Schwerin (1485-1525) | George van Saksen (1471-1539) ∞ Barbara van Polen (1478-1534)       | George van Saksen (1471-1539) ∞ Barbara van Polen (1478-1534)       | George van Saksen (1471-1539) ∞ Barbara van Polen (1478-1534)           | George van Saksen (1471-1539) ∞ Barbara van Polen (1478-1534)           |
| Ouders                                        | Filips I van Hessen (1504-1567) ∞ Christina van Saksen (1505-1549)              | Filips I van Hessen (1504-1567) ∞ Christina van Saksen (1505-1549)              | Filips I van Hessen (1504-1567) ∞ Christina van Saksen (1505-1549)           | Filips I van Hessen (1504-1567) ∞ Christina van Saksen (1505-1549)           | Filips I van Hessen (1504-1567) ∞ Christina van Saksen (1505-1549)  | Filips I van Hessen (1504-1567) ∞ Christina van Saksen (1505-1549)  | Filips I van Hessen (1504-1567) ∞ Christina van Saksen (1505-1549)      | Filips I van Hessen (1504-1567) ∞ Christina van Saksen (1505-1549)      |
| Lodewijk IV van Hessen-Marburg (1537-1604)    |                                                                                 |                                                                                 |                                                                              |                                                                              |                                                                     |                                                                     |                                                                         |                                                                         |